# Ouest-France
Ouest-France é um jornal regional francês baseado em Rennes, vendido nas zonas do oeste da França (como o seu nome) e em Paris. Foi criado em 1944, tomando o relevo de L’Ouest-Éclair (criado em 1889), publicação proibida por ter colaborado com os nazistas.
A partir de 1975 converteu-se no jornal francês mais vendido, com 751.225 instâncias diárias em 2013. A sua linha editora é de centro direita, influenciada pelas ideias da democracia cristã. O jornal sempre tem apoiado a construção europeia.